# Myrnohrad
Myrnohrad (ukrajinsky Мирноград; rusky Мирноград  – Mirnograd) je město v Doněcké oblasti na Ukrajině. Leží v Donbasu zhruba 7 kilometrů na severovýchod od Pokrovska a zhruba 52 kilometrů na severozápad od Doněcka, hlavního města oblasti. V roce 2013 v něm žilo bezmála padesát tisíc obyvatel.
Od roku 1957 až do roku 2016 Myrnohrad nesl jméno Dymytrov (ukrajinsky Димитров) po bulharském komunistickém politikovi Georgim Dimitrovovi. Předtím se od roku 1937 jmenoval Novyj Donbass (rusky Новый Донбасс).
Během druhé světové války bylo město od 22. října 1941 do 8. září 1943 obsazeno jednotkami Wehrmachtu.